# Dan Lungu

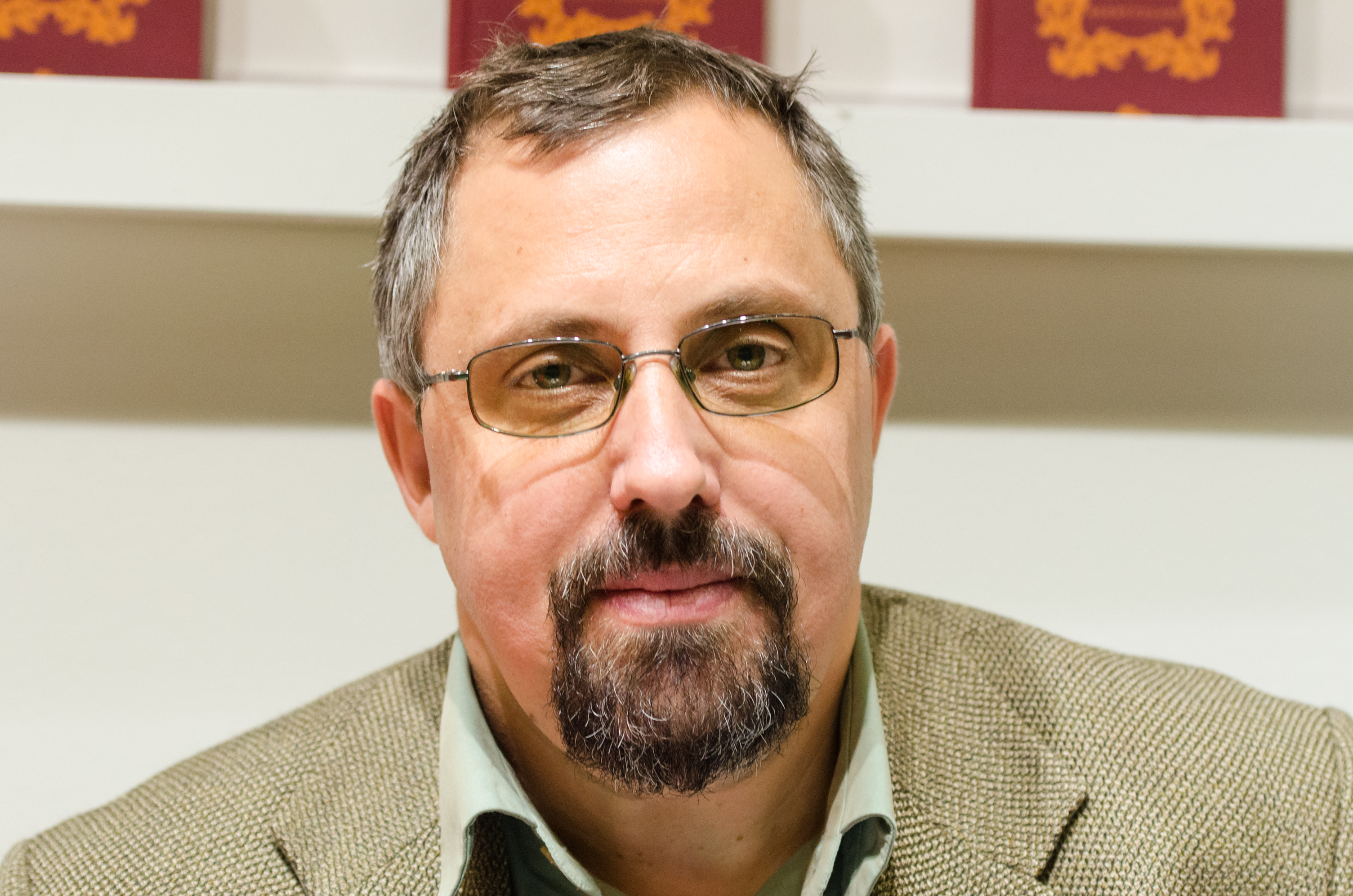
Dan Lungu vid Bokmässan i Göteborg 2013.

Dan Lungu, född 15 september 1969 i Botoşani, Rumänien, är en rumänsk romanförfattare, novellist, poet och dramatiker samt litteraturteoretiker och sociolog. Han slog igenom 2004 med sin roman Raiul găinilor. Fals roman de zvonuri şi mistere (”Hönsens paradis. Falsk roman av rykten och mysterier”), som handlar om livet på en gata före och efter Ceaușescus fall. Hans litteratur, som är framstående bland den rumänska postkommunistiska litteraturen, är präglad av en svart humor med nyrealistiska och postmodernistiska drag.
Lungu är docent i samhällsvetenskap vid universitetet i Iaşi och har skrivit mer än tio böcker samt erhållit flera priser, såsom den franska Chevalier de l’Ordre des Arts et des Lettres 2011. På svenska finns han utgiven i antologin Skräpliv.